# Ätherische Öle
| Strukturformeln einiger Verbindungen aus ätherischen Ölen (ohne Stereochemie) |
| ----------------------------------------------------------------------------- |
| α-Terpinen                                                                    |
| Menthol                                                                       |
| Citronellal                                                                   |
| Carvacrol                                                                     |
| Dillapiol                                                                     |

Ätherische Öle (auch etherische Öle) sind leicht flüchtige und häufig leicht entzündbare Stoffgemische, die aus verschiedenen ineinander löslichen, organischen Stoffen wie Kohlenwasserstoffen, Alkoholen, Ketonen oder Terpenen bestehen. Es handelt sich um stark riechende Stoffgemische ölartiger Konsistenz, die in Wasser schwer löslich sind und aus pflanzlichen Ausgangsstoffen stammen.

## Inhaltsstoffe
Ätherische Öle bestehen größtenteils aus Gemischen verschiedener Terpene, Sesquiterpene oder aromatischer Verbindungen (z. B. Phenylpropan-Derivate). Terpene leiten sich formal aus Isopreneinheiten ab. Monoterpene bestehen aus zwei, Sesquiterpene aus drei Isopreneinheiten. Untenstehende Tabelle zeigt einige Beispiele für die vielfältigen Moleküle, die in ätherischen Ölen vorkommen. Rückstände fettlöslicher Pestizide im Ausgangsmaterial können sich im ebenfalls fettlöslichen ätherischen Öl anreichern.
| Stoffgruppe   | Stoffgruppe        | acyclische                                       | monocyclische                                    | bicyclische                                      |
| Monoterpene   | Kohlenwasserstoffe | Ocimen, Myrcen                                   | Limonen, α-Terpinen, Phellandren                 | α-Pinen, Camphen                                 |
| Monoterpene   | Alkohole           | Linalool, Geraniol                               | Menthol                                          | Sabinol, Borneol                                 |
| Monoterpene   | Aldehyde           | Neral, Citronellal                               |                                                  |                                                  |
| Monoterpene   | Ketone             |                                                  | Carvon, Menthon                                  | Campher, Fenchon                                 |
| Monoterpene   | Ether              |                                                  | Menthofuran, Cineol, Anethofuran                 |                                                  |
| Monoterpene   | Ester              | Geranylacetat, Linalylacetat                     |                                                  | Essigsäurebornylester, Isobornylacetat           |
| Sesquiterpene | Sesquiterpene      | Farnesol, Farnesen                               | α-Bisabolol, α-Caryophyllen                      | Chamazulen, β-Caryophyllen                       |
| Stoffgruppe   | Stoffgruppe        | Beispiele                                        | Beispiele                                        | Beispiele                                        |
| Aromaten      | Phenole            | Carveol, Carvacrol, Thymol                       | Carveol, Carvacrol, Thymol                       | Carveol, Carvacrol, Thymol                       |
| Aromaten      | Phenylpropanoide   | Apiol, Zimtaldehyd, Anethol, Dillapiol, Estragol | Apiol, Zimtaldehyd, Anethol, Dillapiol, Estragol | Apiol, Zimtaldehyd, Anethol, Dillapiol, Estragol |
| Aromaten      | Furanocumarine     | Coriandrin                                       | Coriandrin                                       | Coriandrin                                       |

## Eigenschaften

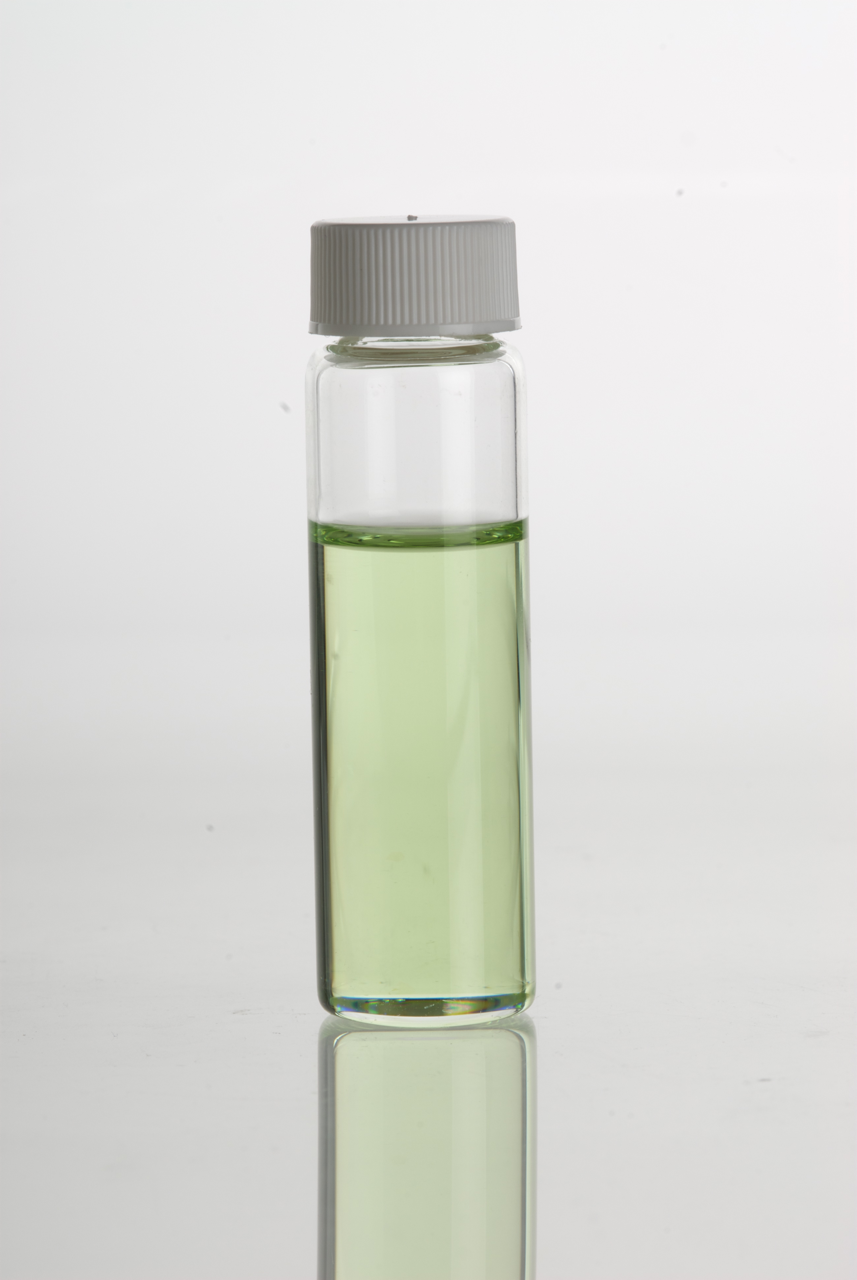
Zitronenöl

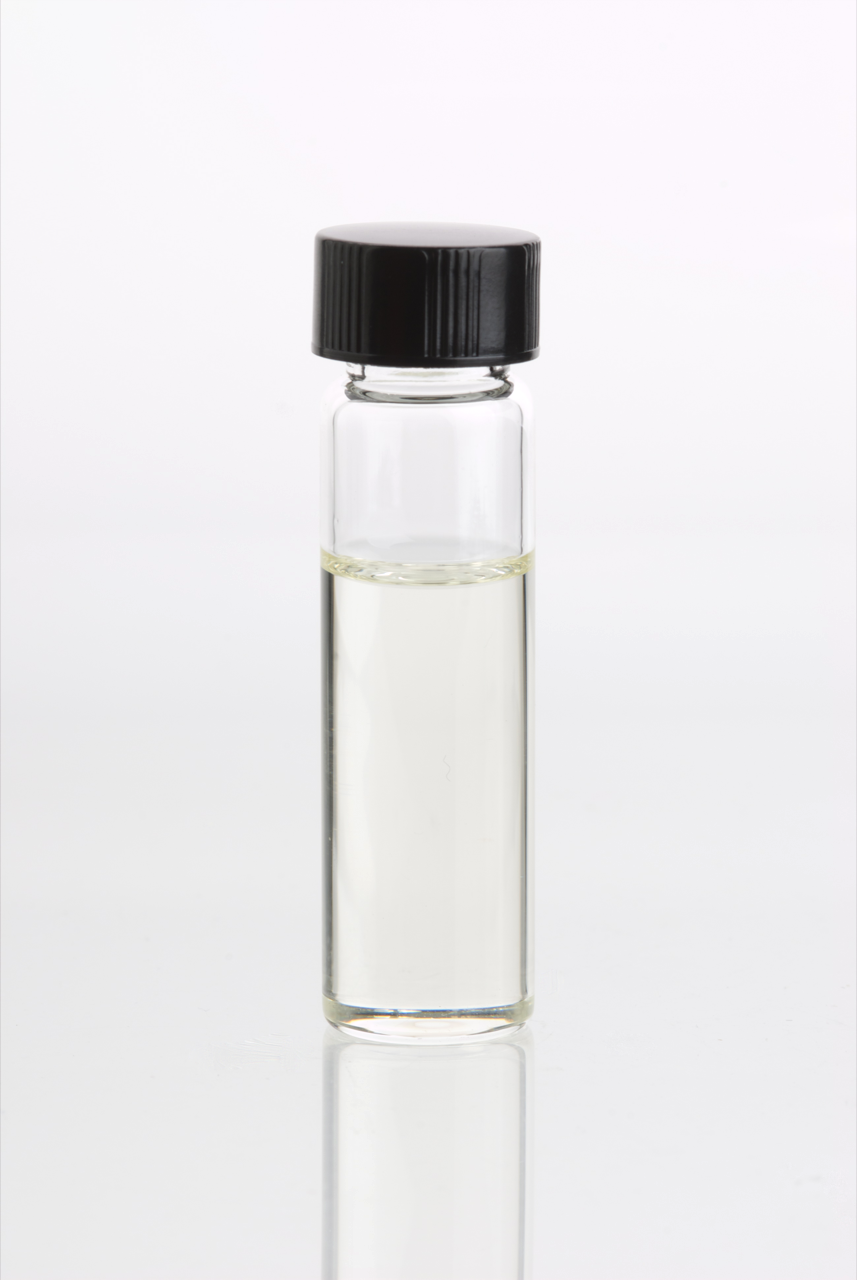
Teebaumöl

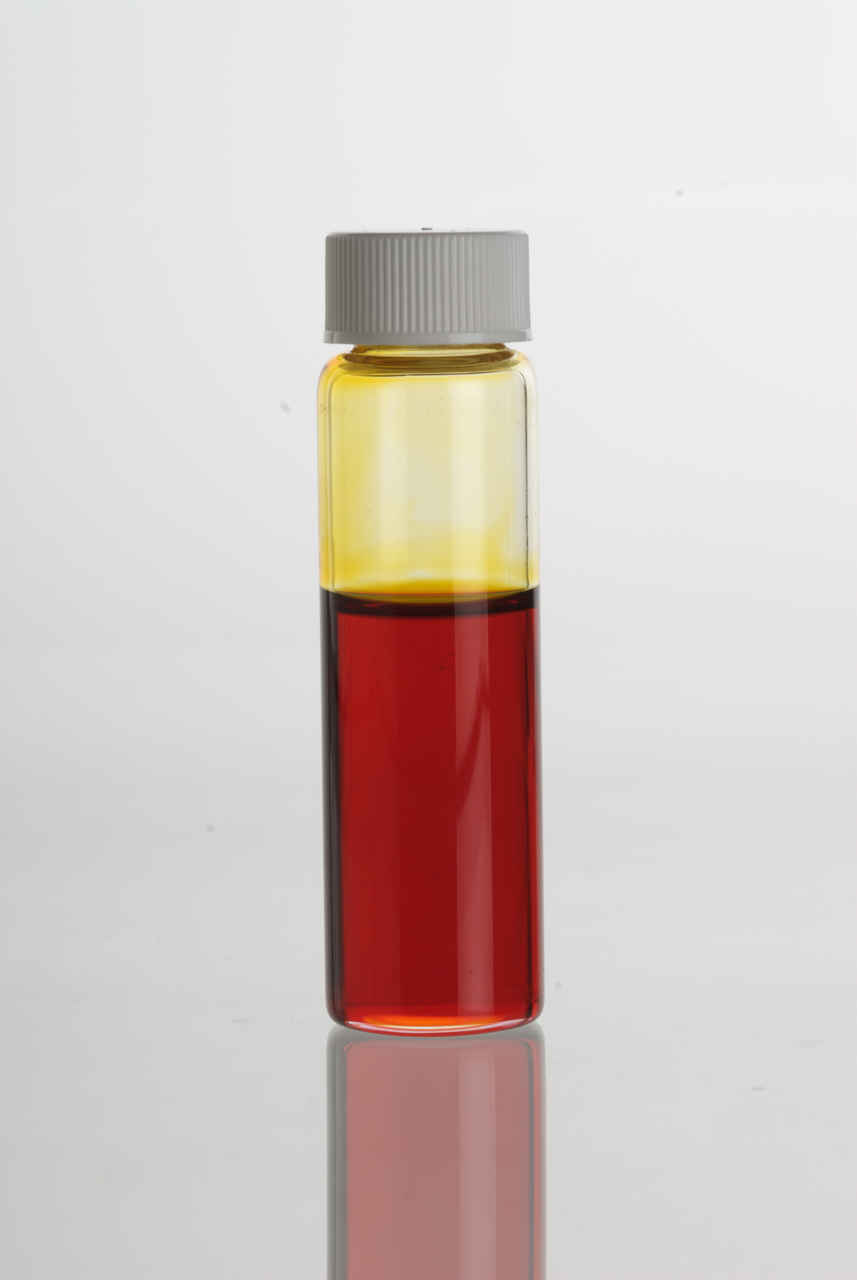
Manukaöl

Ätherische Öle enthalten sekundäre Pflanzeninhaltsstoffe, die dazu dienen können, Insekten zur Bestäubung anzulocken, Schädlinge fernzuhalten oder sich gegen etwa durch Bakterien oder Pilze hervorgerufene Krankheiten zu schützen.
Ätherische Öle sind aus vielen verschiedenen chemischen Verbindungen zusammengesetzt. Sie sind fettlöslich, enthalten jedoch keine Fette. Außerdem besitzen sie einen wahrnehmbaren Geruch. Im Gegensatz zu fetten Ölen verdampfen ätherische Öle rückstandsfrei. In der Regel sind sie hydrophob und in Wasser nicht oder nur sehr wenig löslich. Bei Normaldruck liegt ihr Siedepunkt weit über dem von Wasser, von überhitztem Wasserdampf jedoch werden sie überdestilliert. Sie besitzen meist eine geringere Dichte als Wasser und bilden daher auf der Wasseroberfläche schwimmende Flüssigkeitstropfen (eine Ausnahme ist z. B. Zimtöl).

## Bildung
Ätherische Öle werden in Öldrüsen von Pflanzen gebildet und im Pflanzengewebe gespeichert. Sie befinden sich in Blüten, Blättern, Samen, Fruchtschalen, Wurzeln, Harzen, Rinden oder im Holz. Manche Pflanzen liefern aus verschiedenen Pflanzenteilen ätherische Öle, die sich in ihrer chemischen Zusammensetzung sehr stark unterscheiden, z. B. Zimtrinden- und Zimtblätteröl.

## Gewinnung
Das gebräuchlichste Verfahren zur Gewinnung von ätherischen Ölen ist die Wasserdampfdestillation. Dazu wird in einem verschlossenen Kessel mit zerkleinertem Pflanzenmaterial Wasserdampf eingeblasen. Der Wasserdampf treibt das ätherische Öl aus der Pflanze. In einem gekühlten Rohr kondensiert das Öl-Wasser-Gemisch und wird dann in einen Auffangbehälter geleitet. Dort liegen die Stoffe des Öls von der wässrigen Phase getrennt vor und können abgeschieden werden. Die Ausbeute in Bezug auf das Ausgangsmaterial liegt in der Regel im ein- bis zweistelligen Promillebereich. Einige Pflanzen, die sich nicht alleine destillieren lassen, wie z. B. Algen, Brennnessel oder Heu, können mittels Co-Destillation zusammen mit einer anderen Pflanze als Trägerstoff destilliert werden. Öle einiger Blütenarten, wie Jasmin, Tuberose oder Mimose, können nicht per Wasserdampfdestillation gewonnen werden.
Die Kaltpressung wird hauptsächlich für Zitrusöle angewandt. Die Schalen werden gepresst, so dass eine Emulsion aus Flüssigkeit und ätherischem Öl entsteht. Das Öl wird durch Zentrifugierung abgetrennt.
Extraktion wird vor allem bei Blütenölen praktiziert. Dazu werden den Pflanzen alle löslichen Aromastoffe (sowie zugleich auch Wachse und Farbstoffe) durch ein Lösungsmittel wie Hexan, Florasol oder überkritisches Kohlenstoffdioxid entzogen. Anschließend wird das Lösungsmittel abdestilliert. Zurück bleibt eine wachsartige Masse, die mit Alkohol nochmals extrahiert oder destilliert wird. Solche ätherischen Öle nennt man auch Absolues. Eine Rückstandskontrolle kann gewährleisten, dass sich kein Lösungsmittel mehr im ätherischen Öl befindet. Die sehr kostspielige Extraktion mit Fetten, die sogenannte Enfleurage, wird heute kaum mehr praktiziert.
Bei der Trockendestillation werden die Rinden oder Stängel der Pflanzen erhitzt, ohne dass Wasser oder Wasserdampf zugesetzt werden.

## Verarbeitung
Meist werden ätherische Öle unverändert benutzt. Einige jedoch werden zunächst aufkonzentriert oder weiter zerlegt, beispielsweise durch Destillation oder Adsorption. So können für die Wirkung erwünschte Bestandteile des ätherischen Öls konzentriert, ungeeignete Bestandteile dagegen entfernt werden. Gemische, die nur einen oder wenige Hauptbestandteile enthalten, können über Destillation oder Kristallisation gewonnen werden, so bei der Gewinnung von Eugenol aus Nelkenöl. Die Bedeutung der Gewinnung einzelner Komponenten natürlicher ätherischer Öle hat mit der Entwicklung synthetischer Herstellungsverfahren stark abgenommen.

## Geschichte
Bereits die alten Ägypter kannten Destillationsverfahren und benutzten Zedernöl, wie auch die Aromata verschiedener Pflanzen. Die Griechen übernahmen wahrscheinlich die Destillationskunst von den Ägyptern; so werden bei Dioskurides bereits einige Destillationsverfahren beschrieben. Auch die Römer verwendeten gerne Parfüm und Räucherwerk, entwickelten die Destillationskunst jedoch nicht weiter. Ob es sich insbesondere bei den Parfüms um ätherische oder um aromatisierte fette Öle handelte, ist nicht bekannt. In Verbindung mit der Alkoholdestillation lebte die Destillationskunst ab dem 9. Jahrhundert bei den Arabern wieder auf. Hauptaugenmerk der Destillationsbücher bis zum 16. Jahrhundert lag auf den „gebrannten Weinen“ und „gebrannten Wässern“. Im 17. Jahrhundert begann die halbindustrielle Herstellung ätherischer Öle, die zunächst mehr der Parfüm- als der Arzneimittelherstellung diente. Seit 1826 setzte man die Dampfdestillation in Industrie und Laboratorien ein, aus der sich die bis heute übliche Destillation mit gespanntem Wasserdampf entwickelte. Die Entwicklung von Herstellungs- und Analysemethoden lässt sich anhand der Arzneibuchliteratur nachvollziehen. In der Pharmacopoea Germanica (1872) war den ätherischen Ölen nur ein kurzer Abschnitt gewidmet. Erst spät, im DAB 5 (1910)  und DAB 6 (1926), wurden die Prüfungen für ätherische Öle vermehrt. Den Grundstein für die Entwicklung moderner Analysemethoden legte die Strukturaufklärung der Inhaltsstoffe ätherischer Öle durch Otto Wallach (1847–1931) und die synthetische Herstellung durch Friedrich Wilhelm Semmler (1860–1931).

## Verwendung
Ätherische Öle werden je nach Eigenschaft unterschiedlich genutzt. Häufig steht der Einsatz als Duftstoff in Kosmetik- und Parfümindustrie im Vordergrund, aber auch als medizinische Wirkstoffe und als technische Lösungsmittel haben bestimmte ätherische Öle Bedeutung.
Sie werden in der Kosmetikindustrie und zur Wohnraumaromatisierung in Duftlampen verwendet. Zudem haben sie Bedeutung als geschmacksverbessernde Inhaltsstoffe in Gewürzen und anderen Lebensmitteln. Einige in großem Umfang produzierte Öle wie Orangenschalenöl und Terpentinöl werden auch als technische Lösemittel benutzt.

### Medizin und Naturheilkunde
Einige nicht verschreibungspflichtige Arzneimittel enthalten ätherische Öle als Wirkstoffe, z. B. Eukalyptusöl oder Menthol zur Schleimlösung bei Katarrhen der oberen Atemwege, Bronchitis etc. Auch Wirkungen gegen Blähungen und Krämpfe im Magen-Darm-Bereich, z. B. durch Tees mit Fenchel-Kümmel-Anis, besonders in der Kinderheilkunde, und bei Entzündungen im Mund- und Rachenraum (Salbei, Kamille), werden auf ätherische Öle zurückgeführt. Es gibt jedoch keinen wissenschaftlichen Nachweis der Wirksamkeit in der Behandlung jeglicher Krankheiten oder Beschwerden.
Eine zentrale Rolle spielen ätherische Öle bei der naturheilkundlichen Methode der Aromatherapie, einer Form der Pflanzenheilkunde zur Behandlung von Empfindungsstörungen und Erkrankungen mit Duftstoffen, deren Wirksamkeit jedoch wissenschaftlich nicht nachgewiesen ist. Neben der Anwendung durch Therapeuten (in der Regel Heilpraktiker) ist auch die Selbstbehandlung durch Aromalampen, Badezusätze, Saunaaufgüsse oder Tees verbreitet, wobei die Grenzen zwischen Heilbehandlung und reiner Wohnraumaromatisierung fließend sind. Die unsachgemäße Verwendung von ätherischen Ölen kann zu allergischen Reaktionen, Entzündungen und Hautreizungen führen. Kinder können besonders anfällig für die schädlichen Auswirkungen einer unsachgemäßen Anwendung sein.
Die meisten ätherischen Öle sind hautreizend und werden daher nur stark verdünnt angewendet, z. B. als Bestandteil ölbasierter Hautpflegeprodukte oder in Verbindung mit Pflanzenölen. Allergien und Unverträglichkeiten gegenüber ätherischen Ölen kommen vor, ebenso asthmatische Anfälle bei Personen, die auf einzelne Substanzen (z. B. Menthol) empfindlich reagieren. Häufig treten bei einer Unverträglichkeit gegenüber bestimmten Pflanzen auch Reaktionen auf die entsprechenden ätherischen Öle auf.

### Wirkung auf den menschlichen Körper
Ätherische Öle gelangen relativ leicht beim Hautkontakt oder beim Einatmen in den Blutkreislauf und das Gewebe. Nach der Aromatherapie üben die Düfte Einfluss auf die Gefühle, das vegetative Nervensystem, die Hormon-Produktion oder das Immunsystem aus.

### Toxikologie
Einige ätherische Öle besitzen ein hohes Allergiepotenzial. Es betrifft nicht nur künstliche ätherische Öle, sondern vor allem auch natürliche. In Deutschland leben nach einer Studie des Umweltbundesamtes mindestens 500.000 Duftstoff-Allergiker. Besonders problematisch ist es, wenn natürliche ätherische Öle wie Geraniol, Linalool oder Limonen als Aerosol verdampfen und am Luftsauerstoff oxidieren. Dabei entstehen stark sensibilisierend wirkende Oxidationsprodukte, die asthmaartige Symptome auslösen können oder die Atemwegsorgane schädigen. Die Verwendung solcher Öle in Duftlampen oder in Haushalts-Produkten wie Haarsprays oder Cremes ist problematisch, weil sie durch Verdampfen in einer Wohnung oder im Schlafzimmer verbreitet werden. Nicht ohne Grund hat das Wissenschaftliche Beratungskomitee der EU (SCCNFP) eine Liste mit 26 sensibilisierend wirkenden deklarationspflichtigen Duftstoffen publiziert. Die Liste richtet sich nach den Untersuchungen des Informationsverbundes Dermatologischer Kliniken (IVDK). Es existieren auch ätherische Öle wie Estragol mit dem Verdacht auf ein krebserzeugendes Potenzial.

### Verwendung im Parfüm
Ätherische Öle hinterlassen im Gegensatz zu den fetten Ölen keine Flecken auf Textilien, was darauf zurückzuführen ist, dass sie vollständig verdunsten. Aus diesem Grund werden in Parfüms häufig ätherische Öle eingesetzt. Da die meisten ätherischen Öle stark haut- und schleimhautreizend sind, werden sie mit Wasser oder Alkohol verdünnt. Wie hoch die Konzentration des enthaltenen Duftstoffes in einem Parfüm ist, erkennt man bereits am Namen. Das „Eau“ in Eau de Parfum steht für Wasser und kennzeichnet damit ein verdünntes Parfüm. Produkte mit der Bezeichnung Parfum haben die höchste Konzentration an ätherischen Ölen (bis zu 40 %), dann folgt das Eau de Parfum (bis zu 15 %), das Eau de Toilette (bis zu 8 %), die geringste Konzentration an ätherischen Ölen hat das Eau de Cologne (bis zu 4 %). Stark verdünnte Parfüms werden auch als Duftwasser bezeichnet.

### Naturbelassene Öle
Zur Differenzierung der ätherischen Öle werden die Bezeichnungen naturbelassen, natürlich, naturidentisch und künstlich verwendet. Naturbelassene Öle werden direkt aus Pflanzen gewonnen. Unterschieden werden die Öle nach Herkunft, Eigenschaften, Prozess- und Produktqualität. Die Beschreibung eines naturbelassenen Öls kann umfassen:
- die Anbauweise der Pflanze (konventionell, ökologisch (kba) oder Wildsammlung)
- den deutschen und botanischen Namen der Pflanze
- das Produktionsland der Pflanze
- den verwendeten Pflanzenteil (Wurzel, Blüte, Frucht oder Blatt)
- den Chemotyp der Pflanze (bei Pflanzen einer Art, die sich nur in ihrer chemischen Zusammensetzung unterscheiden). Bei einigen Pflanzen können diese Unterschiede in der Zusammensetzung des Öls hervorrufen. Je nach Chemotyp des Thymian beispielsweise ist Thymol oder Linalool enthalten.
- Gewinnungsverfahren des ätherischen Öles
- Bei Extraktion: Angabe des Lösungsmittels und ggf. Angaben zu Rückstandskontrollen
- Bei zähflüssigen ätherischen Ölen (z. B. Vanille, Tonka) die Art des Verdünnungsmittels (z. B. Weingeist, Alkohol, Jojobaöl) und das Mischungsverhältnis
- Angaben zu biochemischen und physikalischen Analysen (z. T. beim Hersteller nach Chargennummern abrufbar)

### Natürliche Öle
Natürliche Öle bestehen aus mehreren naturreinen Komponenten, werden also nicht ausschließlich aus der namensgebenden Pflanze gewonnen. Natürliche Öle dürfen keine synthetischen Zusätze enthalten. Eine Mischung eines naturreinen Öles mit synthetischen Zusätzen bezeichnet man als natürlich/naturidentisch (N/NI).

### Naturidentische Öle
Die Bestandteile naturidentischer Öle werden nach dem Vorbild der chemischen Zusammensetzung natürlicher ätherischer Öle synthetisch hergestellt, so dass sie ähnlich wie natürliche Öle riechen. Die Zusammensetzung naturidentischer Öle ist häufig weniger komplex als die der natürlichen Varianten, so besteht beispielsweise naturidentisches Rosmarinöl aus ca. elf Bestandteilen, während das naturbelassene ätherische Öl ca. 150 Inhaltsstoffe hat.

### Künstliche Öle
Künstliche Öle kommen in der Natur nicht vor. Sie werden gezielt auf einen bestimmten Geruch hin entworfen.

## Haltbarkeit
Im Gegensatz zu den fetten Ölen werden ätherische Öle nicht ranzig. Allerdings können einige ätherische Öle bei unsachgemäßer Aufbewahrung mit dem Luft-Sauerstoff oxidieren, so dass toxische Reaktionsprodukte entstehen. Auch Reaktionen zwischen den Komponenten in einem Parfüm sind möglich.

## Markt
Der weltweite Markt für insgesamt rund 120 verschiedene ätherische Öle wird auf über 600 Mio. € geschätzt, die Nachfrage ist relativ stabil bei 50.000 bis 60.000 Tonnen pro Jahr, davon rund ein Drittel Zitrusöle. Mehr als 50 % der Menge auf dem Weltmarkt stammt aus China. In Deutschland werden kaum ätherische Öle produziert, da die wenigsten Ursprungspflanzen für die Öle in heimischem Anbau gedeihen. Wegen der sehr energieintensiven Destillation sind die Energiekosten ein weiterer Standortnachteil. Die Produktion in Deutschland ist lediglich bei Kamille und Zitronenmelisse wirtschaftlich.